# Ulf Ödmark
Ulf Ödmark, född 6 september 1961, svensk ishockeyspelare, forward. Ödmark spelade 12 säsonger med Modo Hockey i varav 11 i Elitserien. Totalt gjorde han 179 poäng på 372 elitseriematcher i grundserie och slutspel. Ödmark kom till Modo från Bofors IK inför säsongsstart 1982 och avslutade karriären efter finalförlusten mot Malmö IF 1994. Ödmark avslutade karriären som lagkapten. 
Ödmark bor idag i Örnsköldsvik.
Ödmark är idag en del av Modo Hockeys sportråd.